# 漂流者 (日本組合)
漂流者（日語：ドリフターズ），原為日本樂隊，後成為以演出短篇喜劇聞名的組合，簡稱取日語名字頭三個字（Dorifu）。1970年至1980年期間為組合的事業高峰期，代表作為TBS電視台的現場長壽綜藝節目《八點全員集合》（8時だョ!全員集合）和富士電視台的綜合節目《漂流者大爆笑》。現在也有廣告演出等活動。在2001年第68回NHK紅白歌合戰首次出場，該回是志村健首次，也是生前唯一一次登上紅白。

## 電視節目

### 八點全員集合
- TBS電視台節目
- 1969年10月4日至1985年9月28日逢星期六20:00～20:54播放，共803集。
- 日本70年代最受歡迎電視節目之一，其中一個原因是得到大量人氣歌手演唱及參與短篇喜劇的演出（漂流者是當時最大型的經紀公司渡邊製作（日语：渡辺プロダクション）旗下組合，故得到公司旗下藝人的支援演出）。節目平均收視率為27.3%，全盛期收視有40至50%，並曾於1973年4月7日創下50.5%最高收視率。

### 漂流者大爆笑
- 富士電視台節目
- 1977年2月8日首播，逢星期二播放約個半小時，共225集。

## 在世成員
- 加藤茶
- 高木胖（日语：高木ブー）

## 已離隊或離世成員
- 荒井注（日语：荒井注）（1974年3月以健康理由離隊，2000年2月病逝）
- 碇矢長介（日语：いかりや長介）（2004年3月病逝）
- 志村健（2020年3月因感染2019冠状病毒病病逝）
- 仲本工事（日语：仲本工事）（2022年10月因交通事故導致重傷並引發急性硬膜下血腫逝世）

## 非正式成員
- 諏訪親治（日语：すわ親治）（1985年離隊，未納入正式成員）

## 早期漂流者樂隊成員
- 坂本九

## 外部連結
- Izawa Office（所屬事務所）